# Ludwig Joseph d’Albert de Luynes von Grimbergen
Ludwig Joseph d’Albert de Luynes von Grimbergen (* 1. April 1672 in Paris; † 8. November 1758 ebenda) war ein bayerischer Diplomat.

## Leben
Louis Joseph d’Albert de Luynes war der Sohn von Anna de Rohan-Montbazon (1606–1684) und Louis Charles d’Albert de Luynes (1646–1712), Pair von Frankreich, und ein Bruder von Charles Honoré d’Albert. Er heiratete am 17. März 1713 Madelaine Marie Henriette Charlotte, Princessé de Berghes-Grimbergen († 3. November 1744), die älteste Tochter von Alphonsi Dominici von Berghes und Grimbergen. Er war in den Streitkräften Frankreichs Rittmeister. Bei der Schlacht bei Fleurus (1690) wurde Ludwig Joseph d’Albert de Luynes verletzt. 1692 diente er im Dragonerregiment des Louis de Bourbon, dauphin de Viennois.
Bei der Schlacht von Steenkirche 1695 querte er feindliche Linien, indem er die Maas nach Namur durchschwamm, wobei er verletzt wurde. 1700 holte Ludwig Joseph d’Albert de Luynes seine Schwester Jeanne Baptiste d’Albert de Luynes, eine Mätresse von Viktor Amadeus II., an der Grenze ab und brachte sie nach Abbaye-aux-Bois. Zu Beginn des Spanischen Erbfolgekrieges trat er in die Dienste von Maximilian II. Emanuel. Er erhielt den Befehl über ein Infanterieregiment.
1705 wurde Ludwig Joseph d’Albert de Luynes wirklicher Kammerherr von Maximilian II. Emanuel. In dessen Diensten blieb er auch, als dieser aus Bayern fliehen musste und vertrat bei Ludwig XIV. im Schloss Versailles dessen Interessen. Als Maximilian II. Emanuel durch den Frieden von Baden 1714 wieder in Bayern herrschte, wurde Ludwig Joseph d’Albert-Luynes zum Generalwachtmeister befördert.
1713 sandte ihn Maximilian II. Emanuel in diplomatischer Mission zu Philipp V. an den Real Sitio de San Lorenzo de El Escorial. Nach seiner Rückkehr aus Spanien wurde er zum Oberstallmeister und Generalfeldmarschall-Leutnant befördert. Den Posten als Oberstallmeister verlor er mit dem Tod von Maximilian II. Emanuel 1726. Karl Albrecht, Kurfürst von Bayern behielt ihn in seinen Diensten und beschäftigte ihn als geheimen Rat und als Befehlshaber seiner Leibgarde. 1730 erbte Ludwig Joseph d’Albert de Luynes von seinem Schwiegervater dessen Allodialgüter und wurde Fürst von Grimbergen. 1732 wurde er bayerischer Gesandter bei Ludwig XV. im Schloss Versailles, 1739 erfolgte seine Ernennung zum General-Feld-Zeugmeister. Als Karl Albrecht 1742 zum römisch-deutschen Kaiser Karl VII. gewählt wurde, annoncierte von Grimbergen in Zeitungen:

„Ich glaube Ihnen ein Vergnügen zu machen, wenn ich Ihnen berichte, daß Dero Freund, der Herzog von Bayern, zum Römischen König erwehlet worden. Ich gratuliere Ihnen deswegen, weil ich weiß, daß Sie Ihn eben so zärtlich lieben, als er Sie liebet“

Kaiser Karl VII. nahm von Grimbergen im Oktober 1742 in den Fürstenstand des Heiligen Römischen Reiches auf, wozu er am 11. November 1742
im Schloss Versailles beglückwünscht wurde. Am 4. November 1743, einen Tag nach dem Tod seiner Frau, wurde er zum Generalfeldmarschall ernannt. Der Kurfürst von Bayern belehnte ihn mit der Herrschaft Wertingen.